# Man’yōgana

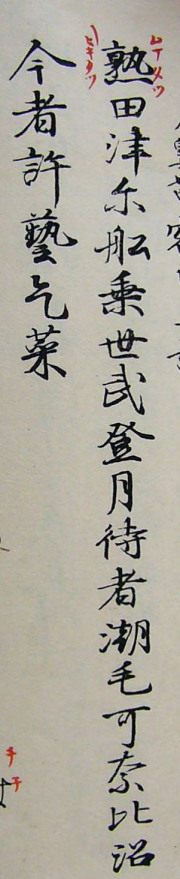
Man’yōgana w wierszu z Man’yōshū (ks. I, nr 8) – rękopis Genryaku kōhon 元暦校本 z okresu Heian (analiza poniżej)

Man’yōgana (jap. 万葉仮名), rzadziej magana (jap. 真仮名) – najstarszy sposób fonetycznego zapisu języka japońskiego za pomocą znaków chińskich. Najwcześniejsze przykłady zastosowania pochodzą z V i VI wieku (np. japońskie nazwy własne w inskrypcjach na mieczach czy lustrach), ale na szerszą skalę używano man’yōgany od VII wieku (dalsze inskrypcje w metalu i kamieniu, dokumenty, mokkany), pełny rozkwit zaś przypada na wiek VIII (przede wszystkim Kojiki, Nihon-shoki, Man’yōshū). Man’yōgana dała początek współczesnym sylabariuszom japońskim: hiraganie i katakanie.

## Nazwa
Termin man’yōgana pochodzi od Man’yōshū (jap. 万葉集), tytułu antologii poezji japońskiej z VIII wieku, w której system ten został powszechnie zastosowany. Innym, rzadszym określeniem tego sposobu zapisu jest magana (jap. 真仮名).

## Zasady funkcjonowania
Znaki chińskie zostały w man’yōganie użyte fonetycznie (tj. ze względu na ich odczyt), a nie semantycznie (czyli ze względu na ich znaczenie). Każdy znak oznaczał zasadniczo jedną sylabę, zdecydowanie rzadziej dwie. Kilka, kilkanaście, a nawet kilkadziesiąt znaków mogło być używanych do zapisu tej samej sylaby, np.
- sylabę ka zapisywano w Man’yōshū za pomocą znaków: 加, 可, 賀, 珂, 迦, 箇, 嘉, 架, 鹿, 蚊, 香, 芳, 歟, przy czym np. sekwencję kani także za pomocą 漢 lub 干
- sylabę yu zapisywano w Man’yōshū za pomocą znaków: 由, 喩, 遊, 油, 弓, 湯
- sylabę re zapisywano w Man’yōshū za pomocą znaków: 礼, 例, 列, 烈, 連, przy czym sekwencję remu także za pomocą 廉.

Niekiedy pisarze wybierali jeden z dostępnych znaków ze względu na jego konotacje lub kontekst, w którym miał zostać użyty, ale trudno stwierdzić, by kierowano się podczas pisania jakimiś szczególnymi zasadami.
Istota zapisu w man’yōganie zasadzała się na wykorzystaniu jednego z dwu sposobów odczytu danego znaku: albo na sposób średniochiński, albo na sposób japoński. Wyróżnia się zatem dwa podstawowe typy man’yōgany:
- ongana (jap. 音仮名), która wykorzystywała odczyt średniochiński danego znaku (zbliżony bardzo do współczesnego odczytu on’yomi), odpowiednio go jednak dostosowując do starojapońskiego systemu fonetycznego, por. np.
  - dla sylaby ka znaki 加 lub 可 (oba ze współczesnym odczytem on’yomi: ka)
  - dla sylaby yu znak 喩 (współczesny odczyt on’yomi: yu) lub 遊 (współczesny odczyt on’yomi: yū)
  - dla sylaby re znak 礼 (współczesny odczyt on’yomi: rei) lub 列 (współczesny odczyt on’yomi: retsu)
- kungana (jap. 訓仮名), która wykorzystywała wyrazy rdzennie japońskie, przypisane w Japonii do danego znaku jako jego odczyt (identyczne zatem ze współczesnym odczytem kun’yomi lub bardzo do niego zbliżone), por. np.
  - dla sylaby ka znak 蚊 (współczesny odczyt kun’yomi: ka ‘komar’) lub 香 (współczesny odczyt kun’yomi: ka ‘zapach’)
  - dla sylaby yu znak 湯 (współczesny odczyt kun’yomi: yu ‘wrzątek’)[3]

Do man’yōgany zalicza się też tradycyjnie trzeci, zdecydowanie rzadszy sposób zapisu, a mianowicie
- gisho (jap. 偽書), które obejmuje różnego rodzaju mniej lub bardziej skomplikowane rebusy, wykorzystujące znaki chińskie, np.
  - zapis sylaby si za pomocą sekwencji 二二 (dosł. ‘dwa × dwa’), a to dlatego, że znak 四 ‘cztery’ służył w onganie do zapisu sylaby si (por. współczesny odczyt on’yomi: shi)
  - sekwencja 山上復有山 (dosł. ‘na (上) górze (山) jest (有) znowu (復) góra (山)’) użyta do zapisu czasownika ‘wychodzić’, a to dlatego, że zazwyczaj ten czasownik notowano znakiem 出, który wygląda jak postawione jeden na drugim dwa znaki chińskie oznaczające ‘górę’, czyli 山

## Przykład użycia
Wiersz autorstwa Nukaty no Ōkimi 額田王 (Man’yōshū, księga I, nr 8), którego wersję oryginalną zamieszczono w postaci zdjęcia powyżej, zapisany jest w większej części właśnie man’yōganą (znaki czerwone), choć występują w nim także znaki użyte semantycznie (w transkrypcji ich odczyt podano kapitalikami):
| 熟田津尓            | 船乗世武登              | 月待者              | 潮毛可奈比沼         | 今者許藝乞菜        |
| Niki1tatu ni        | punano2ri semu to2      | tuki2 mate ba,      | sipo mo kanapi1nu.   | Ima pa ko2gi1idena! |
| Nikitatsu ni        | funanori sen to         | tsuki mate ba,      | shio mo kanainu.     | Ima wa kogiidena!   |
| Gdyśmy w Nikitatsu, | chcąc wsiąść na statek, | czekali na księżyc, | nadszedł i przypływ. | Wyruszajmy szybko!  |

(W pierwszym wersie zapis japoński, w drugim – transkrypcja naukowa dla języka starojapońskiego, w trzecim – transkrypcja według wymowy współczesnej, w ostatnim zaś – przekład filologiczny.)
- do ongany należą znaki: ni 尓 (współczesne on’yomi: ni), se 世 (współczesne on’yomi: sei), mu 武 (współczesne on’yomi: mu), to2 登 (współczesne on’yomi: tō), mo 毛 (współczesne on’yomi: mō), ka 可 (współczesne on’yomi: ka), na 奈 (współczesne on’yomi: na), pi1 比 (współczesne on’yomi: hi), ko2 許 (współczesne on’yomi: kyo), gi1 藝 (芸) (współczesne on’yomi: gei)
- do kungany należą znaki: ta 田 (współczesne kun’yomi: ta ‘pole ryżowe’), tu 津 (współczesne kun’yomi: tsu ‘port’), ba 者 (współczesne kun’yomi: wa は ‘jeśli chodzi o’), nu 沼 (współczesne kun’yomi: numa ‘bagno’), na 菜 (współczesne kun’yomi: na ‘warzywa’)
- do gisho należą znaki: niki1 熟 – znak ten, oznaczający m.in. ‘gotować’ (po starojapońsku ni-ru), należy odczytać w formie przeszłej, tj. jako ni-ki1 ‘gotował, ugotował’; ide 乞 – znak oznaczający ‘prosić, błagać’ należy tu odczytać jako starojapoński wykrzyknik ide ‘no!, dalej!, nuże!’

## Znaczenie dla historii języka
Studia nad man’yōganą wykazują, że niektóre z sylab (a ściślej: część z tych kończących się samogłoską i, e lub o) różniły się od siebie parami, tzn. istniały np. dwa rodzaje sylaby ki, dwa rodzaje me czy dwa rodzaje yo itd., co interpretuje się zazwyczaj jako opozycję dwu rodzajów samogłosek. Zatem pięciu samogłoskom klasycznojapońskim (a, i, u, e, o) odpowiadało w języku starojapońskim – osiem, zapisywanych zwyczajowo w transkrypcji jako a, i1, i2, u, e1, e2, o1, o2 lub (odpowiednio) jako a, i, ï, u, e, ë, o, ö, ewentualnie jako a, yi, iy, u, ye, ey, wo, o̱.

## Dalszy rozwój
Znaki man’yōgany, do końca VIII wieku nieróżniące się wyglądem od znaków używanych semantycznie, zaczęły z czasem ulegać dwojakim uproszczeniom.

Rozwój man’yōgany i powstanie z niej hiragany

Z jednej strony w piśmie kursywnym, zwanym stylem trawiastym (sōsho 草書), zredukowano liczbę kresek, niekiedy nawet do jednego – choć skomplikowanego – pociągnięcia pędzlem. Tak przekształcone znaki określano jako sōgana (草仮名, dosł. kana trawiasta), współcześnie zaś mówi się o nich hentaigana (変体仮名, dosł. kana nietypowa / niestandardowa – domyślnie: względem obecnej hiragany); na grafice obok są one wyróżnione kolorem czerwonym. Używano ich co najmniej do końca XIX wieku (sporadycznie stosowane są do dziś, np. w kaligrafii czy na szyldach sklepów), a końcowym etapem ich rozwoju graficznego jest współczesna hiragana.

Powstanie katakany z man’yōgany

Z drugiej strony w pismach buddyjskich stosowano jedynie fragmenty znaków man’yōgany zamiast ich pełnych postaci, co ostatecznie doprowadziło do wykształcenia się współczesnej katakany. I tak np.
- znak 伊 i (współczesne on’yomi: i) zredukowano do pierwszych dwu kresek (z lewej strony): イ i
- ze znaku 多 ta (współczesne on’yomi: ta) zaczerpnięto jedynie połowę: タ ta
- znak 流 ru (współczesne on’yomi: ryū) uproszczono do dwu ostatnich kresek (z prawej strony u dołu): ル ru

W obu tych przypadkach istniała nadal możliwość zapisu tej samej sylaby za pomocą kilku czy kilkunastu znaków, np. we wczesnych wersjach katakany sylabę u notowano za pomocą 宀, ウ lub 于, a sylabę ne za pomocą ネ bądź 子.
W roku 1900 japońskie Ministerstwo Edukacji ustaliło obecnie obowiązujące kształty znaków kany i wprowadziło zasadę, iż jedna sylaba (a ściślej: mora) zapisywana jest zawsze jednym i tym samym znakiem. W ten sposób ustalono zasób i wygląd obu sylabariuszy japońskich: hiragany i katakany, przy czym znak źródłowy w man’yōganie mógł być dla tych sylabariuszy taki sam (np. u zarówno w hiraganie う, jak i w katakanie ウ pochodzi od 宇), a mogły się też one różnić (ru w hiraganie る powstało z 留, zaś w katakanie ル ze znaku 流). Wszelkie wcześniejsze znaki fonetyczne spoza tego standardu określane są jako itaigana (異体仮名, dosł. kana wariantywna / alternatywna).

## Man’yōgana dzisiaj
Man’yōgana używana jest współcześnie niezwykle rzadko, jej rolę przejęły sylabariusze kana (hiragana i katakana). Można się z nią jednak zetknąć w zapisie niektórych nazw własnych (imion, nazwisk, nazw geograficznych), a także pewnych wyrazów obcych. Przykłady:
- imię żeńskie Michiko 美智子 (stosowane są także zapisy semantyczne tego imienia, np. 道子 czy 路子)
- nazwisko Hoshi 保志 (oboczny zapis semantyczny: 星)
- nazwa pierwszej stałej stolicy Japonii Nara 奈良
- nazwa miasta Nagoya 名古屋
- nazwa najwyższego szczytu Japonii Fuji 富士
- Afurika 阿弗利加 ‘Afryka’ (częstszy jest zapis katakaną: アフリカ)
- kurabu 倶楽部 ‘klub’ (częstszy jest zapis katakaną: クラブ)

Taki zapis (fonetyczny, ale nie kaną, tylko znakami chińskimi) określany jest w języku japońskim mianem ateji.